# 16036 Moroz
16036 Moroz è un asteroide della fascia principale. Scoperto nel 1999, presenta un'orbita caratterizzata da un semiasse maggiore pari a 2,7393364 UA e da un'eccentricità di 0,1472419, inclinata di 7,08903° rispetto all'eclittica.